# Pierre Cochereau
Pierre Eugène Charles Cochereau (* 9. Juli 1924 in Saint-Mandé; † 6. März 1984 in Lyon) war ein französischer Komponist, Organist und Musikpädagoge.

## Leben
Im Jahre 1929, nach einigen Monaten Violinunterricht, begann Pierre Cochereau Klavierunterricht bei Marius-François Gaillard zu nehmen. 1933 wurde Marguerite Long seine Klavierlehrerin, 1936 Paul Pannesay. Seine ersten Orgelstunden nahm er 1938, im Alter von 14 Jahren, bei Marie-Louise Girod. 1941 setzte er seine Orgelstudien bei Paul Delafosse, Titularorganist an St-Roch in Paris, fort, dessen Nachfolge er im darauffolgenden Jahr antrat. Schließlich wurde André Fleury Cochereaus Orgellehrer bis zum Eintritt ins Pariser Konservatorium.
Auf Wunsch seines Vaters nahm Cochereau 1942 ein Jurastudium in Paris auf, das er aber zugunsten einer musikalischen Laufbahn nach einem Jahr abbrach. 1943 trat Pierre Cochereau in das Pariser Konservatorium ein, wo er bis zu seinem Studienabschluss 1949 Auszeichnungen in Harmonielehre (Klasse Maurice Duruflé), Musikgeschichte (Klasse Norbert Dufourcq), Fuge und Kontrapunkt (Klasse Noël Gallon), Komposition (Klasse Tony Aubin) und Orgel (Klasse Marcel Dupré) erhielt.
Im September 1948 unternahm Cochereau seine erste Konzertreise nach Ungarn. Ein Jahr später heiratete er die Pianistin und Komponistin Nicole Lacroix. Aus der Ehe gingen zwei Kinder hervor: der Dirigent Jean-Marc Cochereau (1949–2011), und die Harfenistin Marie-Pierre Cochereau.
1949, mit 26 Jahren, wurde Pierre Cochereau zum Direktor des Konservatoriums in Le Mans ernannt, wo er bis 1956 arbeitete.
Im Jahre 1955 erfolgte die Ernennung zum Titularorganisten an der Kathedrale Notre-Dame de Paris, wo er Léonce de Saint-Martin (1886–1954) nachfolgte.
1956 wurde seine Einspielung der Symphonie-Passion op. 23 von Marcel Dupré mit dem Grand Prix du Disque ausgezeichnet. Im gleichen Jahr unternahm Cochereau die erste von 25 Tourneen durch die USA.
1961 wurde Cochereau zum Direktor des Konservatoriums in Nizza ernannt, dessen Leitung er 1979 zugunsten der Direktion des Conservatoire National Supérieure de Musique in Lyon verließ.
Am 6. März 1984 starb Pierre Cochereau überraschend an den Folgen eines Hirnaneurysmas in Lyon. Sein Grab befindet sich auf dem Cimetière de Belleville in Paris.
Pierre Cochereau war einer der bedeutendsten Organisten und Improvisatoren des 20. Jahrhunderts. Seine Konzertreisen führten ihn auf alle Kontinente. Er war gefragter Gast auf unzähligen Musikfestivals und Wettbewerbs-Juror, so beim renommierten Orgelwettbewerb Grand Prix de Chartres. Darüber hinaus machte er zahlreiche Einspielungen, unter anderem der Orgelsymphonien von Louis Vierne.
Seine internationale Anerkennung verdankte Pierre Cochereau nicht zuletzt seinem improvisatorischen Können, über das sich sein früherer Lehrer Marcel Dupré äußerte: „Pierre Cochereau ist in der Geschichte der zeitgenössischen Orgel ein Phänomen ohnegleichen.“
Darüber hinaus hinterließ Cochereau mehrere Kompositionen, vornehmlich für Orgel, aber auch Kammermusik und Chorwerke. Zahlreiche Orgelimprovisationen Pierre Cochereaus wurden aufgezeichnet und im Druck veröffentlicht.

## Kompositionen

### Orgel solo
- Symphonie (komponiert 1950–1955. Tournai: Éditions Chantraine/Musikverlag Dr. J. Butz, 1996. EC 100)
  - 1. Adagio et Allegro
  - 2. Adagio
  - 3. Scherzando
  - 4. Allegro
- Trois Variations sur un thème chromatique (komponiert 1963. Paris: Leduc, 1963)
- Micro-Sonate en Trio opus 11 (komponiert 1969. Paris: Leduc, 1969)
- Variations sur "Ma jeunesse a une fin"  opus 16 (komponiert 1972. Paris: Leduc, 1972)

### Orgel mit anderen Instrumenten
- Concerto für Orgel und Orchester Cis-Dur (komponiert 1951. Unveröffentlicht.)

### Chorwerke
- Paraphrase de la Dédicace für Chor, zwei Orgeln, zwei Bläserensembles und sechs Pauken (komponiert 1963. Éditions Chantraine/Musikverlag Dr. J. Butz. EC 148)
- Hymne (unveröffentlicht)

### Kammermusik
- Lieder (unveröffentlicht)
- Klavierquintett (unveröffentlicht)

## Transkriptionen von Improvisationen Pierre Cochereaus
- Symphonie improvisée.
- I. Adagio
- II. Scherzo
- III. Adagio
- IV. Toccata
  - Improvisiert im Juni 1956 an der Aeolian-Skinner-Orgel der Boston Symphony Hall. Transkribiert von Jeremy Filsell.
    - Éditions Chantraine/Musikverlag Dr. J. Butz, 2004. EC 160.
      - Einspielung: Cochereau: Les "Incunables". Sigean: Solstice, 2000. SOCD 177/8. 2 CDs.

- Scherzo sur deux Noëls.
  - Improvisiert im Dezember 1959 in Notre-Dame de Paris für Guilde Internationale du Disque. Transkribiert von Anthony Hammond.
    - Musikverlag Dr. J. Butz, 2012. EC 163.

- Symphonie en improvisation.
- I. Agité
- II. Scherzo
- III. Lent
- IV. Final
  - Improvisiert im Dezember 1963 in Notre-Dame de Paris für Philips. Transkribiert von John Scott Whiteley.
    - Éditions Chantraine/Musikverlag Dr. J. Butz, 2006. EC 161.
      - Einspielung: Cochereau: La Légende. Sigean: Solstice, 2007. SOCD 237. Collection Grandes Orgues Vol. 4: Messiaen/Cochereau. Frankreich: Philips, 1995. Philips 446 642-2. 1 CD.

- Treize improvisations sur les versets de vêpres.
  - Improvisiert im Dezember 1963 in Notre-Dame de Paris für Philips. Transkribiert von Jeanne Joulain.
    - Tournai: Éditions Chantraine/Musikverlag Dr. J. Butz, 1997. EC 125.
      - Einspielung: Pierre Cochereau improvise sur des Noëls. Sigean: Solstice, 1997. SOCD 152. 1 CD.

- Prélude et Variations sur "Venez, Divin Messie".
  - Improvisiert am 24. Dezember 1968 in Notre-Dame de Paris. Transkribiert von David Briggs.
    - Tournai: Éditions Chantraine/Musikverlag Dr. J. Butz, 1998. EC 122.
      - Einspielung: Cochereau: La Légende. Sigean: Solstice, 2007. SOCD 237.

- Sortie sur "Adeste Fideles".
  - Improvisiert am 24. Dezember 1968 in Notre-Dame de Paris. Transkribiert von François Lombard.
    - Tournai: Éditions Chantraine/Musikverlag Dr. J. Butz. EC 150.
      - Einspielung: Pierre Cochereau improvise sur des Noëls. Sigean: Solstice, 1997. SOCD 152. 1 CD.

- Cantem toto la Gloria.
  - Improvisiert am 23. Juli 1969 in Collioure (Pyrénées-Orientales; Hartmann-Positiv). Transkribiert von David Briggs.
    - Tournai: Éditions Chantraine/Musikverlag Dr. J. Butz, 1997. EC 120.
      - Einspielung: Pierre Cochereau: 12 improvisations inédites. Sigean: Solstice, 2002. SOCD 200/1. 2 CDs.

- Thème et Variations sur "Alouette, gentille alouette".
  - Improvisiert im April 1970 in Notre-Dame de Paris für Philips. Transkribiert von David Briggs.
    - London: United Music Publishers, 1992.
      - Einspielung: Collection Grandes Orgues Vol. 16: Cochereau joue Cochereau, Improvisations 1. Frankreich: Philips, 1996. Philips 454 655-2. 1 CD.

- 15 Versets sur "Ave Maris Stella".
  - Improvisiert am 15. August 1970 in Notre-Dame de Paris. Transkribiert von François Lombard.
    - Tournai: Éditions Chantraine/Musikverlag Dr. J. Butz. EC 157.
      - Einspielung: Pierre Cochereau improvise en concert à Notre-Dame de Paris. Sigean: Solstice, 1989. FYCD 127. 1 CD.

- Symphonie Improvisée.
- I. Fanfare
- II. Scherzo
- III. Gigue
- IV. Lamento
- V. Toccata
  - Improvisiert in 1972 in der St. Mary’s Cathedral in San Francisco für Klavier Records. Transkribiert von Anthony Hammond.
    - Musikverlag Dr. J. Butz, 2009. EC 162.

- Variations sur un vieux Noël.
  - Improvisiert am 24. Dezember 1972 in Notre-Dame de Paris. Transkribiert von Jeremy Filsell.
    - Tournai: Éditions Chantraine/Musikverlag Dr. J. Butz. EC 137.
      - Einspielung: Pierre Cochereau improvise en concert à Notre-Dame de Paris. Sigean: Solstice, 1989. FYCD 127. 1 CD.

- Introduction, Choral et Variations sur "O Filii et filiæ".
  - Improvisiert am 22. April 1973 in Notre-Dame de Paris. Transkribiert von François Lombard.
    - Tournai: Éditions Chantraine/Musikverlag Dr. J. Butz, 2000. EC 151.
      - Einspielung: Pierre Cochereau: L'organiste de Notre-Dame. Sigean: Solstice, 1992. SOCD 94/6. 3 CDs.

- Boléro sur un thème de Charles Racquet für Orgel und Schlagzeug.
  - Improvisiert im Mai 1973 in Notre-Dame de Paris für Philips. Transkribiert von Jean-Marc Cochereau.
    - Tournai: Éditions Chantraine/Musikverlag Dr. J. Butz, 1996. EC 116.
      - Einspielungen: Cochereau: La Légende. Sigean: Solstice, 2007. SOCD 237. Collection Grandes Orgues Vol. 16: Cochereau joue Cochereau, Improvisations 1. Frankreich: Philips, 1996. Philips 454 655-2. 1 CD.

- Berceuse à la mémoire de Louis Vierne.
  - Improvisiert im Mai 1973 in Notre-Dame de Paris für Philips. Transkribiert von Frédéric Blanc.
    - Tournai: Éditions Chantraine/Musikverlag Dr. J. Butz, 1997. EC 119.
      - Einspielung: Collection Grandes Orgues Vol. 17: Cochereau joue Cochereau, Improvisations 2. Frankreich: Philips, 1996. Philips 454 656-2. 1 CD.

- Variations sur "Frère Jacques".
  - Improvisiert im Mai 1973 in Notre-Dame de Paris für Philips. Transkribiert von François Lombard.
    - Tournai: Éditions Chantraine/Musikverlag Dr. J. Butz. EC 149.
      - Einspielung: Collection Grandes Orgues Vol. 17: Cochereau joue Cochereau, Improvisations 2. Frankreich: Philips, 1996. Philips 454 656-2. 1 CD.

- Suite à la française sur des thèmes populaires.
- I. Prélude "Légende de Saint-Nicolas"
- II. Air "Trimazo"
- III. Gigue "Compagnons de la Marjolaine"
- IV. Musette "Nous n'irons plus au bois"
- V. Sarabande "Dans les prisons de Nantes"
- VI. Menuet "V'la l'bon vent"
- VII. Toccata "Marche des rois"
  - Improvisiert im Mai 1973 in Notre-Dame de Paris für Philips. Transkribiert von François Lombard.
    - Tournai: Éditions Chantraine/Musikverlag Dr. J. Butz. EC 115.
      - Einspielung: Collection Grandes Orgues Vol. 16: Cochereau joue Cochereau, Improvisations 1. Frankreich: Philips, 1996. Philips 454 655-2. 1 CD.

- Scherzo symphonique.
  - Improvisiert am 10. Februar 1974 in Notre-Dame de Paris. Transkribiert von Jeremy Filsell.
    - Tournai: Éditions Chantraine/Musikverlag Dr. J. Butz, 1998. EC 139.
      - Einspielung: Pierre Cochereau: L'organiste de Notre-Dame. Sigean: Solstice, 1992. SOCD 94/6. 3 CDs.

- Sortie sur "Venez, Divin Messie".
  - Improvisiert im März 1974 in Notre-Dame de Paris für FY/Solstice. Transkribiert von François Lombard.
    - Tournai: Éditions Chantraine/Musikverlag Dr. J. Butz, 1996. EC 113.
      - Einspielung: Noël à Notre-Dame de Paris. Sigean: Solstice, 1994. SOCD 906. 1 CD.

- Suite de Danses für Orgel und Schlagzeug.
- I. Marche
- II. Sarabande
- III. Musette
- IV. Tambourin
- V. Menuet
- VI. Gigue
  - Improvisiert am 29. Mai 1974 in Notre-Dame de Paris. Transkribiert von David Briggs.
    - Tournai: Éditions Chantraine/Musikverlag Dr. J. Butz. EC 123.
      - Einspielung: Cochereau: Deux grandes improvisation en concert. Sigean: Solstice, 1985. FYCD 118. 1 CD.

- Sortie sur "Haec Dies".
  - Improvisiert am 30. März 1975 in Notre-Dame de Paris. Transkribiert von François Lombard.
    - Tournai: Éditions Chantraine/Musikverlag Dr. J. Butz, 1997. EC 112.
      - Einspielung: Pierre Cochereau: L'organiste de Notre-Dame. Sigean: Solstice, 1992. SOCD 94/6. 3 CDs.

- Neuf Pièces improvisées en forme de Suite française.
- I. Kyrie
- II. Petit Plein-Jeu
- III. Offertoire
- IV. Tierce en taille
- V. Voix humaine
- VI. Basse de Cromorne
- VII. Flûtes
- VIII. Basse de Trompette
- IX. Grand Plein-Jeu
  - Improvisiert zwischen dem 15. und 18. März 1977 in Notre-Dame de Paris für FY/Solstice. Transkribiert von Jeanne Joulain.
    - Tournai: Éditions Chantraine/Musikverlag Dr. J. Butz. EC 64.
      - Einspielung: Pierre Cochereau: L'art de l'improvisation. Sigean: Solstice, 1999. FYCD 059. 1 CD.

- Variations sur un Noël.
  - Improvisiert am 27. Juni 1977 in Notre-Dame de Paris für FY/Solstice. Transkribiert von François Lombard.
    - Tournai: Éditions Chantraine/Musikverlag Dr. J. Butz, 1997. EC 90.
      - Einspielung: Pierre Cochereau: L'art de l'improvisation. Sigean: Solstice, 1999. FYCD 059. 1 CD.

- Une Messe Dominicale.
- I. Entrée
- II. Offertoire
- III. Élévation
- IV. Communion
- V. Sortie
  - Improvisiert am 28. Juni 1977 in Notre-Dame de Paris für FY/Solstice. Transkribiert von François Lombard.
    - Tournai: Éditions Chantraine/Musikverlag Dr. J. Butz, 1997. EC 114.
      - Einspielung: Pierre Cochereau: L'art de l'improvisation. Sigean: Solstice, 1999. FYCD 059. 1 CD.

- Triptyque symphonique sur deux thèmes.
- I. Introduction et Scherzo
- II. Fugue
- III. Final
  - Improvisiert am 29. Juni 1977 in Notre-Dame de Paris für FY/Solstice. Transkribiert von David Briggs.
    - Tournai: Éditions Chantraine/Musikverlag Dr. J. Butz, 1998. EC 121.
      - Einspielung: Pierre Cochereau: L'art de l'improvisation. Sigean: Solstice, 1999. FYCD 059. 1 CD.

## Diskographie
- Pierre Cochereau: L'Œuvre écrite.
  - Symphonie pour grand orgue; Paraphrase de la Dédicace; Trois Variations sur un thème chromatique; Micro Sonate en trio; Thème et Variations sur "Ma jeunesse a une fin".
    - François Lombard (Symphonie) und Pierre Pincemaille, Orgel. Chœur régional Provence-Alpes-Côte d’Azur. Orchestre philharmonique de Marseille. Jean-Marc Cochereau, Dirigent. Aufgenommen 1999 in St. Vincent de Roquevaire (Bouches-du-Rhône). Sigean: Solstice, 1999. SOCD 163. 1 CD.

- Cochereau.
  - Ein zweistündiges DVD-Porträt mit zahlreichen Archivaufnahmen und Interviews zum Leben von Pierre Cochereau.
    - Sigean: Solstice, 2004. SODVD 01. 1 DVD.

- Cochereau: Les "Incunables".
  - Liszt: Ad nos, ad salutarem undam; Vierne: 2. Sinfonie e-Moll op. 20; Dupré: Symphonie-Passion op. 20; Cochereau: Symphonie improvisée.
    - Pierre Cochereau, Orgel. Aufgenommen 1955 in Notre-Dame de Paris (Liszt, Vierne, Dupré) und im Juni 1956 (Symphonie improvisée) in der Symphony Hall, Boston. Sigean: Solstice, 2000. SOCD 177/8. 2 CDs.

- Cochereau: La Legende.
  - Symphonie en Improvisation; Treize improvisations sur des versets de Vêpres; Boléro improvisé sur un thème de Charles Racquet für Orgel und Schlagzeug.
    - Pierre Cochereau, Orgel. Michel Cals und Michel Gastaud, Schlagzeug (Boléro improvisé). Aufgenommen im Dezember 1963 (Symphonie, Treize improvisations) und Mai 1973 (Boléro improvisé) in Notre-Dame de Paris. Sigean: Solstice, 2007. SOCD 237. 1 CD.

- Collection Grandes Orgues Vol. 4: Messiaen/Cochereau.
  - Olivier Messiaen: Auszüge aus La Nativité du Seigneur; Le banquet céleste; Apparition de l’eglise éternelle (Februar 1972); Symphonie en improvisation (Mai 1973).
    - Pierre Cochereau, Orgel. Aufgenommen in Notre-Dame de Paris. Frankreich: Philips, 1995. Philips 446 642-2. 1 CD.

- Pierre Cochereau improvise sur des Noëls aux grandes orgues de Notre-Dame de Paris.
  - Pierre Cochereau, Orgel. Aufgenommen zwischen 1969 und 1973 in Notre-Dame de Paris. Sigean: Solstice, 1997. SOCD 152. 1 CD.

- Pierre Cochereau: 12 Improvisations inédites.
  - Sommertournee 1969 auf einem zweimanualigen Positiv von Philippe Hartmann in verschiedenen französischen Städten.
    - Pierre Cochereau, Orgel. Aufgenommen zwischen dem 16. Juli und 29. August 1969. Sigean: Solstice, 2002. SOCD 200/1. 2 CDs.

- Collection Grandes Orgues Vol. 16: Cochereau joue Cochereau, Improvisations 1.
  - Improvisations sur “Alouette, gentile alouette” (April 1970); Suite à la française sur des thèmes populaires; Boléro sur un theme de Charles Racquet, pour orgue et percussion (Mai 1973).
    - Pierre Cochereau, Orgel. Michel Cals und Michel Gastaud, Schlagzeug (Boléro). Aufgenommen in Notre-Dame de Paris. Frankreich: Philips, 1996. Philips 454 655-2. 1 CD.

- Collection Grandes Orgues Vol. 17: Cochereau joue Cochereau, Improvisations 2.
  - Treize improvisations sur des versets de Vêpres (Dezember 1963); Berceuse à la mémoire de Louis Vierne; Variations sur Frère Jacques (Mai 1973).
    - Pierre Cochereau, Orgel. Aufgenommen in Notre-Dame de Paris. Frankreich: Philips, 1996. Philips 454 656-2. 1 CD.

- Pierre Cochereau: Deux grandes improvisations en concert.
  - Suite de Danses; Prélude, Adagio et Choral Varié.
    - Pierre Cochereau, Orgel. Michel Cals und Michel Gastaud, Schlagzeug (Suite de Danses). Aufgenommen am 24. Mai 1974 (Suite) und 27. Februar 1970 (Prélude, Adagio et Choral Varié) in Notre-Dame de Paris. Sigean: Solstice, 1985. FYCD 118. 1 CD.

- Pierre Cochereau: L'organiste de Notre-Dame.
  - Werke von J. S. Bach, César Franck, Olivier Messiaen, Marcel Dupré, Rouget de Lisle, sowie zahlreiche Live-Mitschnitte von Improvisationen aus Liturgie und Konzert.
    - Pierre Cochereau, Orgel. Aufgenommen zwischen 1968 und 1984 in Notre-Dame de Paris und Chartres Cathédrale (Introduction, Choral et Variations sur un thème donné par P. C., 30. September 1973). Sigean: Solstice, 1992. SOCD 94/6. 3 CDs.

- Pierre Cochereau, Organ.
  - Werke von Johann Sebastian Bach, François Couperin; Louis Vierne, Olivier Messiaen und einer Improvisation über ein gegebenes Thema.
    - Pierre Cochereau, Orgel. Aufgenommen am 12. Juli 1970 und 2. Juli 1972 in der Chiesa Parrocchiale in Magadino, Italien. Bologna: Ermitage, 1996. ERM 176-2. 1 CD.

- Pierre Cochereau improvise en concert à Notre-Dame de Paris.
  - 15 Versets sur Ave Maris Stella; Variations sur un Noël.
    - Pierre Cochereau, Orgel. Aufgenommen am 15. August 1970 (Versets) und 24. Dezember 1972 (Variations) in Notre Dame de Paris. Sigean: Solstice, 1989. FYCD 127. 1 CD.

- Improvisations sur des thèmes de Pâques à Notre-Dame de Paris.
  - Symphonie en 4 mouvements (11. April 1971); Introduction, Choral, Fugue et Variations (26. März 1978); Prélude, Adagio, Fugue et Choral Varié (19. April 1981).
    - Pierre Cochereau, Orgel. Aufgenommen in Notre-Dame de Paris. Sigean: Solstice, 2003. SOCD 206. 1 CD.

- Pierre Cochereau: L'organiste liturgique.
  - 4 improvisierte Messen (jeweils Entrée, Offertoire, Communion und Sortie).
    - Pierre Cochereau, Orgel. Aufgenommen zwischen Juni 1973 und November 1977 in Notre-Dame de Paris. Sigean: Solstice, 2003. SOCD 226. 1 CD.

- Noël à Notre-Dame de Paris.
  - Pierre Cochereau, Orgel. Maîtrise de Notre-Dame. Jehan Revert, Leitung. Aufgenommen im März und Juni 1974 in Notre-Dame de Paris. Sigean: Solstice, 1994. SOCD 906. 1 CD.

- Louis Vierne: Les six symphonies pour orgue.
  - Pierre Cochereau, Orgel. Aufgenommen 1975 und 1976 in Notre-Dame de Paris. Sigean: Solstice, 2006. SOCD 911-3. 3 CDs

- Les offices du dimanche à Notre-Dame de Paris.
  - Office de Laudes; Grand’Messe; Vêpres.
    - Pierre Cochereau, Orgel. Maîtrise de Notre-Dame/Chorale de la Cathédrale. Jehan Revert, Leitung. Aufgenommen am 27. Februar 1976 und 9. November 1968 in Notre-Dame de Paris. Sigean: Solstice, 1988. FYCD 019. 1 CD.

- Pierre Cochereau: L'art de l'improvisation.
  - 30 pièces pour servir de présentation à l'orgue de Notre-Dame.
    - Pierre Cochereau, Orgel. Aufgenommen zwischen dem 15. März und 29. Juni 1977 in Notre-Dame de Paris. Sigean: Solstice, 1999. FYCD 059. 1 CD.

- Deux improvisations en forme de suites.
  - 6 Versets sur des textes bibliques de Noël (1983); 10 Versets sur les quatre antiennes de la Vierge (1977).
    - Pierre Cochereau, Orgel. Aufgenommen am 15. August 1977 und am 24. Dezember 1983 in Notre-Dame de Paris. Sigean: Solstice, 2017. SOCD 349. 1 CD.

- Orgelwerke von Otto Barblan und Henri Gagnebin.
  - Otto Barblan: Toccata op. 23; Fantaisie op. 16; Chaconne op. 10 über BACH. Heni Gagnebin: Toccata; Dialogue et Passacaille. Pierre Cochereau im Interview mit Gérard Delatena.
    - Pierre Cochereau, Orgel. Aufgenommen im Oktober 1977 in Notre-Dame de Paris. Wiesbaden: Motette Ursina. Motette M 10350. 1 LP.

- Cochereau: Un Testament Musical.
  - Intégrale des 25 improvisations sur l'Evangile selon Saint Matthieu.
    - Pierre Cochereau, Orgel. Aufgenommen zwischen dem 5. Februar und 4. März 1984 in Notre-Dame de Paris. Sigean: Solstice, 1997. SOCD 150/1. 2 CDs.